# Peion
Peion (en llatí Peium, en grec antic Πήιον, Péion) era una fortalesa del gals tolistobogis a Galàcia, que el rei Deiotarus I feia servir com a lloc de dipòsit del tresor reial. És esmentada per Estrabó.